# Viện Hàn lâm phim khoa học viễn tưởng, kỳ ảo và kinh dị
Viện Hàn lâm phim khoa học viễn tưởng, kỳ ảo và kinh dị (tiếng Anh: Academy of Science Fiction, Fantasy and Horror Films) là một tổ chức phi lợi nhuận được thành lập năm 1972 bởi tiến sĩ Donald A. Reed và đặt trụ sở tại Los Angeles, California. Tổ chức ra đời nhằm tôn vinh sự phát triển của các dòng phim khoa học viễn tưởng, kỳ ảo và kinh dị trong điện ảnh, truyền hình và video tại nhà. Viện Hàn lâm là nhà tổ chức của giải Sao Thổ và chia các hạng mục của giải thưởng này dành cho những bộ phim hay nhất của từng thể loại. Giải Sao Thổ ban đầu và đôi khi vẫn có tên gọi là Golden Scroll. Viện cũng xuất bản Saturn Rings, báo ngôn luận chính thức của Viện.